# Grup sanguini

El grup sanguini ve determinat, en part, pels antígens AB0 que estan presents a la superfície dels glòbuls vermells.

Els grups sanguinis són cadascun dels tipus de sang que es tenen en compte a l'hora de fer una transfusió sanguínia. La classificació es fa en funció de la naturalesa de certs components de la membrana dels glòbuls vermells de la sang de cada individu. Una transfusió d'un grup incompatible pot causar una reacció immunitària que provoqui anèmia hemolítica, aturada renal, xoc i la mort.

## Història
A principis del segle xx, els metges van descobrir que el fracàs freqüent de les transfusions es devia a la incompatibilitat de donant i receptor.
L'any 1901 el patòleg austríac Karl Landsteiner va establir la classificació AB0 dels grups sanguinis i va descobrir que es transmetien segons el model d'herència mendeliana (en funció de les lleis de Mendel). Els grups van ser originalment anomenats A, B i C, però C va esdevenir 0, de la paraula alemanya ohne, que significa 'cap'. En alemany i alguns idiomes de l'Europa central, del tipus O se'n diu tipus 0 (zero). El tipus de sang AB va ser descobert el 1902.

## Classificació AB0
En aquesta classificació, els quatre grups sanguinis són l'A, el B, l'AB i el 0.
Els eritròcits del grup A tenen la substància A en la seva superfície. A més a més, la sang d'aquest grup conté anticossos contra la substància B present en els glòbuls vermells de la sang del grup B.
En canvi, els eritròcits del grup B tenen la substància B en la seva superfície i la sang d'aquest grup conté anticossos contra la substància A present en els glòbuls vermells de la sang del grup A.
Els eritròcits del grup AB contenen tant la substància A com la B en la seva superfície i en el sèrum sanguini del grup AB no hi ha cap dels dos anticossos esmentats: ni contra la substància A present en els glòbuls vermells de la sang del grup B ni contra la substància B present en els glòbuls vermells de la sang del grup A.
El grup zero s'anomena així perquè els eritròcits d'aquest grup no contenen cap de les dues substàncies esmentades, ni la A ni la B. Per això el sèrum d'aquesta sang conté anticossos tant contra els glòbuls vermells de la sang del grup A com la del grup B.
Si una persona transfon sang del grup A a una persona del grup B, els anticossos anti-A del receptor destruiran els eritròcits de la sang de la transfusió.
Com que els glòbuls vermells de la sang del grup zero no contenen cap substància en la seva superfície, la sang d'aquest grup pot ser utilitzada amb èxit amb qualsevol receptor.
Les persones del grup AB no presenten anticossos ni anti-A ni anti-B. Per aquest motiu poden rebre transfusions de qualsevol dels quatre grups.
Així, els grups 0 i AB es denominen respectivament donant universal i receptor universal.

## FactorRhesus(Rh)
El factor Rhesus o factor Rh de la sang és un altre factor que es descobrí posteriorment, el 1940. Rep aquest nom perquè s'identificà inicialment en la sang de la mona rhesus (Macaca mulatta).
Aquest factor afecta les transfusions, però sobretot és molt important de tenir-lo en compte entre la mare gestant i el fetus. El símbol Rh+ indica la presència del factor Rh en la membrana dels glòbuls vermells i el símbol Rh- n'indica l'absència. Un receptor negatiu reacciona a la sang d'un donant positiu tot causant-li hemòlisi, però no a la inversa (un receptor Rh+ no presenta cap reacció a la sang Rh-).
La incompatibilitat entre mare i fill s'esdevé quan una dona amb Rh- i un home amb Rh+ conceben un fill, ja que aleshores pot passar que -segons les lleis de Mendel- el fetus presenti Rh+, com son pare. En aquest cas la sang de la mare i la del fetus no són compatibles, la qual cosa no sol tenir cap efecte en el primer fill que és Rh+, ja que en aquest cas el sistema immunitari de la mare encara no ha pogut crear anticossos contra la substància Rh. Però en el segon embaràs amb un fetus Rh+, els anticossos contra la substància Rh que ja ha creat el sistema immunitari de la mare podrien causar una hemòlisi en el fetus. Per tal d'evitar-ho, quan s'esdevé aquesta incompatibilitat hom administra a la mare dues injeccions d'immunoglobulina Rh que tenen la finalitat d'inactivar els anticossos contra la substància Rh que el cos de la gestant ha generat. En els fills de dos progenitors que tots dos siguin Rh+ o tots dos siguin Rh- aquest problema no pot presentar-se, com tampoc es presenta en els fills de mare Rh+ i pare Rh-, ja que en aquest cas, un possible fetus Rh- no provocaria cap creació d'anticossos en una mare Rh+.

## Altres factors
Les classificacions AB0 i Rhesus no són les úniques possibles. Hi ha 46 altres antígens coneguts, la majoria molt més rars, però, que AB0 i Rh.
La presència o absència d'aquests altres antígens serveix per a definir altres sistemes de grup sanguini. Molts porten el nom dels pacients en qui van ser detectats per primer cop.
Alguns exemples:
- La sang "Diego-positiva" només es troba entre asiàtics de l'est i nadius americans.
- La classificació MNS dona grups de sang M, N i MN. Té utilitat en els tests de paternitat.
- El sistema Lutheran descriu una sèrie de 21 antígens.
- Altres sistemes són el Colton, el Kell, el Kidd, el Landsteiner-Wiener, el P, l'Yt (o Cartwright), l'XG, el Scianna, el Dombrock, el Chido/Rodgers, el Kx, el Gerbich, el Cromer, el Knops, l'Indian, l'Ok, el Raph i el JMH.

## Compatibilitat
La següent taula mostra quins grups (AB0 i Rh) poden donar sang a quins grups, o rebre'n. La "X" indica compatibilitat. Com es pot veure una persona de grup 0 amb Rh- pot donar sang a qualsevol altre grup, per això se'n diu donant universal.
Es produeix la situació inversa amb el grup AB Rh+: són receptors universals, ja que poden rebre sang de qualsevol altre grup.
| Receptor | Donant | Donant | Donant | Donant | Donant | Donant | Donant | Donant |
| Receptor | 0-     | 0+     | B-     | B+     | A-     | A+     | AB-    | AB+    |
| AB+      | X      | X      | X      | X      | X      | X      | X      | X      |
| AB-      | X      |        | X      |        | X      |        | X      |        |
| A+       | X      | X      |        |        | X      | X      |        |        |
| A-       | X      |        |        |        | X      |        |        |        |
| B+       | X      | X      | X      | X      |        |        |        |        |
| B-       | X      |        | X      |        |        |        |        |        |
| 0+       | X      | X      |        |        |        |        |        |        |
| 0-       | X      |        |        |        |        |        |        |        |
| -------- | ------ | ------ | ------ | ------ | ------ | ------ | ------ | ------ |

## Freqüències
La taula següent mostra la freqüència en la població humana dels grups AB0 i Rh. Pot no coincidir amb determinades zones, o subpoblacions, ja que els grups sanguinis no estan distribuïts uniformement degut a la deriva genètica i la selecció natural front, per exemple la beta-talassèmia.
| Grup | Freqüència |
| ---- | ---------- |
| 0+   | 38%        |
| A+   | 34%        |
| B+   | 9%         |
| 0-   | 7%         |
| A-   | 6%         |
| AB+  | 3%         |
| B-   | 2%         |
| AB-  | 1%         |